# Proleptus elegans
Proleptus elegans är en rundmaskart. Proleptus elegans ingår i släktet Proleptus och familjen Physalopteridae. Inga underarter finns listade i Catalogue of Life.